# Ceylalictus halictoides
Ceylalictus halictoides är en biart som först beskrevs av Blüthgen 1925.  Ceylalictus halictoides ingår i släktet Ceylalictus och familjen vägbin. Inga underarter finns listade i Catalogue of Life.